# لیگ دسته دوم فوتبال آندورا
لیگ دسته دوم فوتبال آندورا (کاتالونیایی: Segona Divisió) دومین لیگ معتبر فوتبال در کشور آندورا است که در سال ۱۹۹۹ بنیان‌گذاری شده و زیر نظر فدراسیون فوتبال آندورا برگزار میشود.